# قتوزای
قتوزای (به انگلیسی: Katozai) یک شهرک در پاکستان است که در شهرستان چهارسده واقع شده‌است.